# Un viatge temerari
Un viatge temerari (títol original en anglès Desperate Journey) és una pel·lícula de guerra estatunidenca dirigida per Raoul Walsh el 1942. Ha estat doblada al català.

## Argument
En la Segona Guerra Mundial, la tripulació d'un bombarder de la RAF és abatuda sobre Alemanya, els 5 supervivents s'organitzen i es posen a la recerca d'un avió per entrar a Anglaterra, però en el seu camí multipliquen els sabotatges de les instal·lacions enemigues que troben...

## Repartiment
- Errol Flynn: El tinent Terence Forbes
- Ronald Reagan: L'oficial de vol Johnny Hammond
- Nancy Coleman: Kaethe Brahms
- Raymond Massey: El major Otto Baumeister
- Alan Hale: El sergent Kirk Edwards
- Arthur Kennedy: L'oficial Jed Forrest
- Ronald Sinclair: El sergent Lloyd Hollis
- Albert Bassermann: El doctor Mather
- Sig Ruman: Preuss
- Patrick O'Moore: El cap d'esquadra Lane Ferns
- Felix Basch: El doctor Herman Brahms
- Richard Fraser: El cap d'esquadra Clark
- Richard Ryen (no surt als crèdits): El policia Heinze